# Los Andes
Los Andes je město a obec v Chile. Nachází se v regionu Valparaíso 70 km severně od Santiaga de Chile na silnici k průsmyku Paso Internacional Los Libertadores. Leží v nadmořské výšce 819 metrů a protéká jím řeka Aconcagua. Obec Los Andes má rozlohu 1 248 km² a přibližně 59 tisíc obyvatel.
Sídlo nechal založit v roce 1791 guvernér Ambrosio O'Higgins pod názvem Santa Rosa de Los Andes na památku Růženy Limské. V roce 1865 získalo městská práva. Urbanismus města se vyznačuje šachovnicovým uspořádáním ulic.
Los Andes má středozemní podnebí. Nedaleko města se nachází národní park La Campana, k místním pozoruhodnostem patří karmelitánský klášter s kostelem a soutěska Salto del Soldado. Ekonomika je založená na turistickém ruchu, vinařství a těžbě mědi. Byla zde automobilka Automotores Franco-Chilena, která ukončila výrobu v roce 2004. S argentinským městem Mendoza je spojovala železnice Ferrocarril Trasandino, zprovozněná v roce 1909 a uzavřená v roce 1984.
Sídlí zde fotbalový klub CD Transandino.
V Los Andes se narodila malířka Laura Rodig Pizarro.
K obci patří také středisko zimních sportů Portillo, kde se konalo mistrovství světa v alpském lyžování 1966.